# Halten (Trøndelag)
Pour l’article homonyme, voir Halten.
Halten est un groupe d'îles et un ancien village de pêcheurs de la commune de Frøya , en mer de Norvège dans le comté de Trøndelag en Norvège.

## Description
Le village était situé sur plusieurs îles adjacentes à l'extrême nord de la chaîne d'îles de Froan. Ils constituaient la partie la plus septentrionale du chapelet d'îles au nord de Frøya, qui s'étendent de Sula au sud à Halten au nord. 

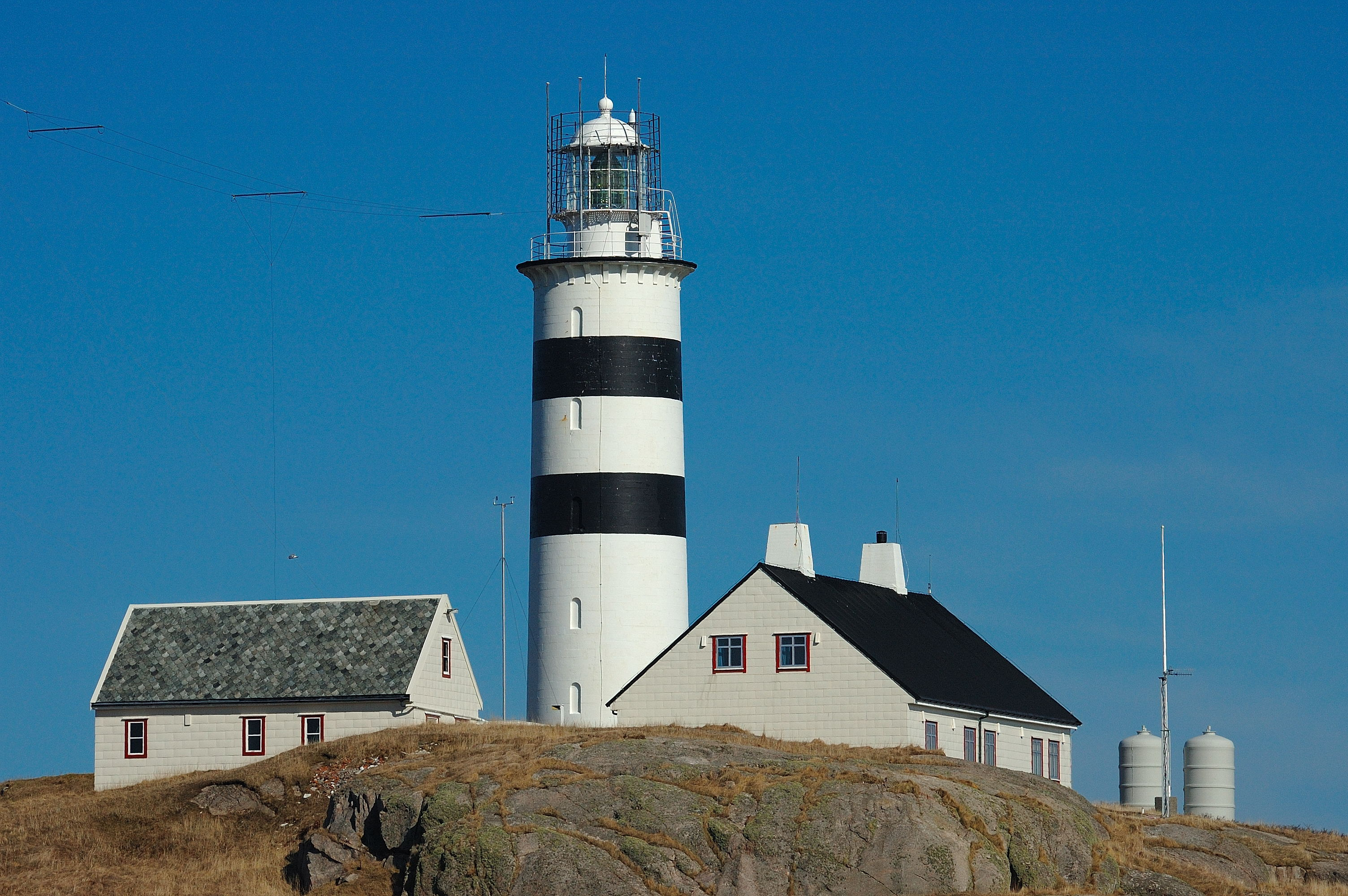
Phare d'Halten

Le phare d'Halten, construit en 1875, est situé sur l'île, dans la partie centrale du village de pêcheurs. Le village de pêcheurs était principalement situé sur les îlots de Husøya, Halten, Steinsøya et Rorsøya. Un grand brise-lames a été construit pour protéger la zone portuaire du village. Le village n'a plus de résidents permanents depuis 1988, mais pendant les étés, il y a beaucoup de vacanciers et de touristes. Halten a une liaison par bateau avec les autres îles de l'archipel.

### Historique
La première confirmation écrite de l'établissement humain sur Halten date de 1548 et montre le paiement d'une redevance pour l'accès aux îles. Cependant, on pense que Halten a été utilisé bien avant cela.
En 1779, Henrik Borthen acheta l'ensemble des îles Froan et la région resta en possession de sa famille jusqu'en 1927 lorsqu'une entreprise agricole de Sør-Trøndelag racheta les îles à la famille et libéra les terres. Tobias Ulrik Borthen était responsable de la majeure partie de l'expansion et de la modernisation du village de Halten, de 1868 et jusqu'à la Première Guerre mondiale. Tobias Borthen a construit un quai et un grand bâtiment de deux étages (Trønderlån qui abritait le magasin local et la direction et contenait une station-radio qui était une partie importante du contact de Halten avec la société environnementale.
Au plus fort de son activité, Halten était le plus grand village de pêcheurs au large du Trøndelag, avec jusqu'à 1.000 habitants pendant les principales saisons de pêche. La population a atteint un point où un hôpital a été établi sur Halten, bien qu'il soit rare par rapport aux normes d'aujourd'hui. Le déclin de l'activité sur Halten a commencé lorsque les bateaux de pêche se sont de plus en plus modernisés et disposaient de cabines qui éliminaient le besoin de logement pour les pêcheurs en visite. En 1963, le Trønderlån a brûlé et cela a marqué le début de la fin de Halten en tant que communauté. En 1988, Torstein Erbo, l'actuel directeur de Halten, a décidé de fermer l'usine de livraison de poisson. Les deux derniers habitants ont quitté Halten en 1988.

### Actuellement
Aujourd'hui, il n'y a pas d'habitants permanents à Halten, mais la région est utilisée en été par de nombreuses personnes qui utilisent les maisons comme maisons de vacances. Halten est également une destination attrayante pour les touristes de passage. Les maisons de Halten ont toutes des noms spéciaux comme : Vestindien, Banken, Høiskolen, Telemonhei, Minde, Klasbua, Sykehuset, Tempelet, Svana, Havna, Ostindien, Bakklund, Britania et bien d'autres. Le troisième samedi de juillet de chaque année est "Haltenday", lorsque le Rømmegrøt est servi à Fiskarheimen (l'ancienne maison communautaire locale) pendant la journée et qu'il y a une danse folklorique dans un ancien loft sur le dock la nuit.

## Galerie

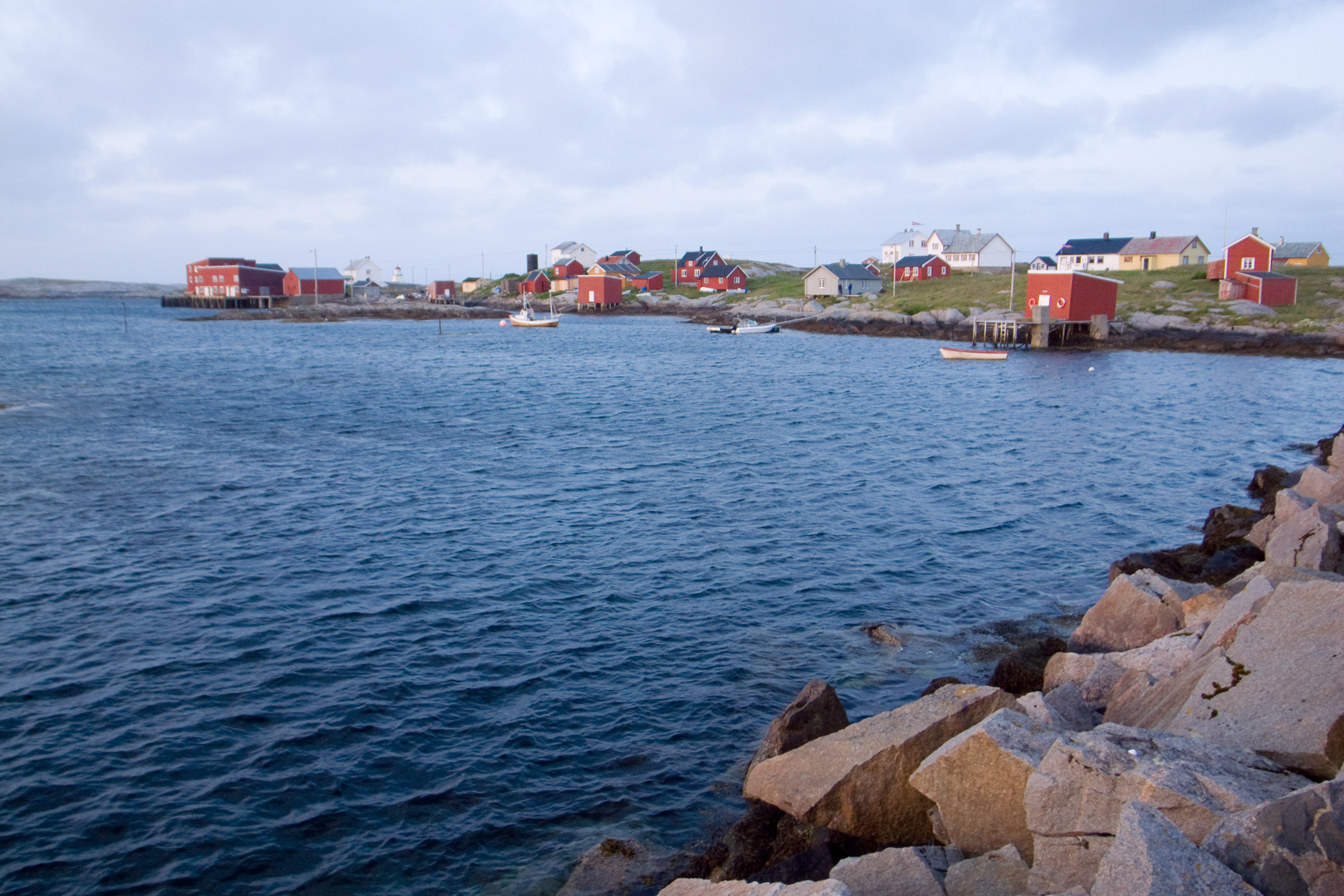
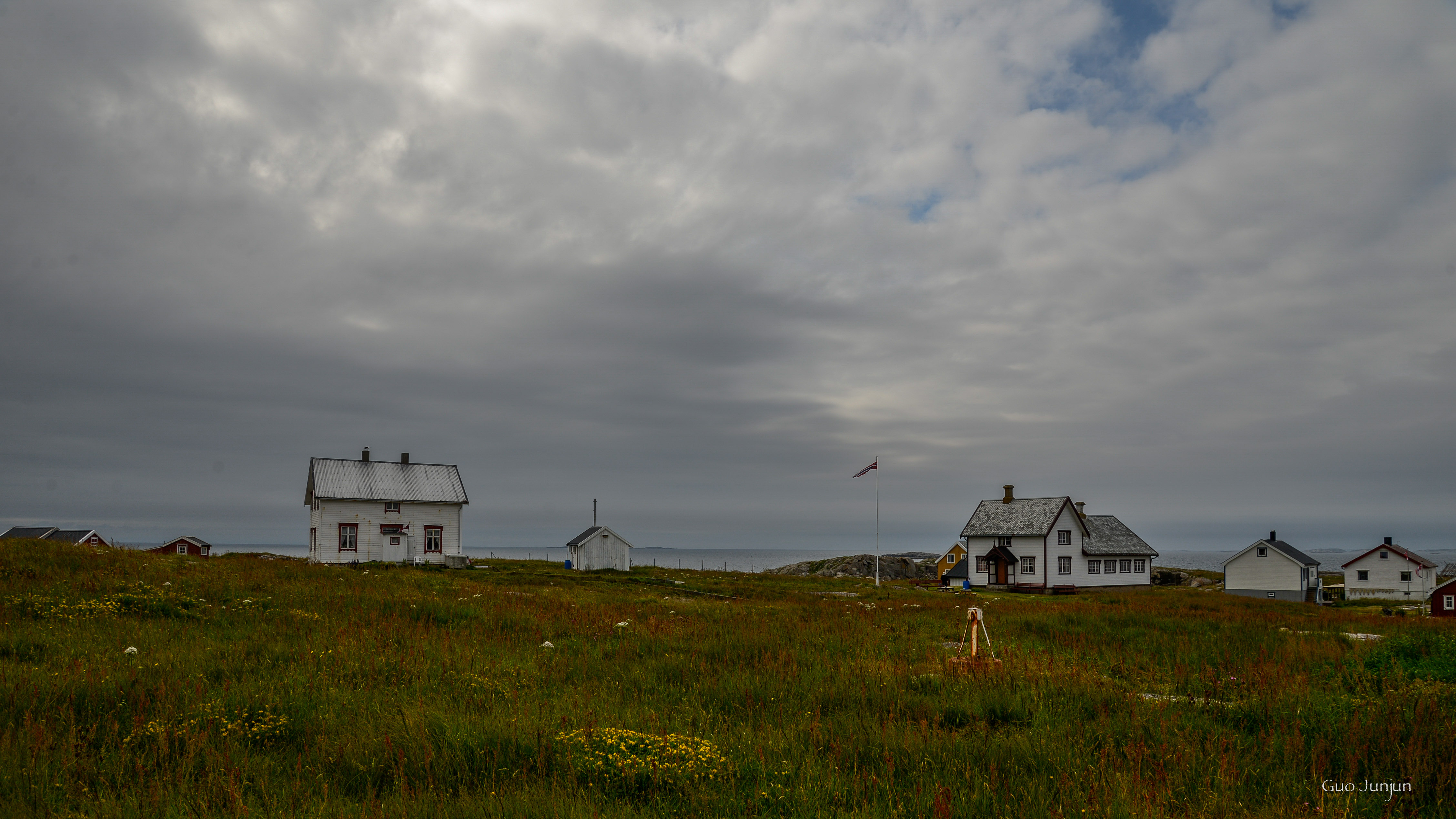
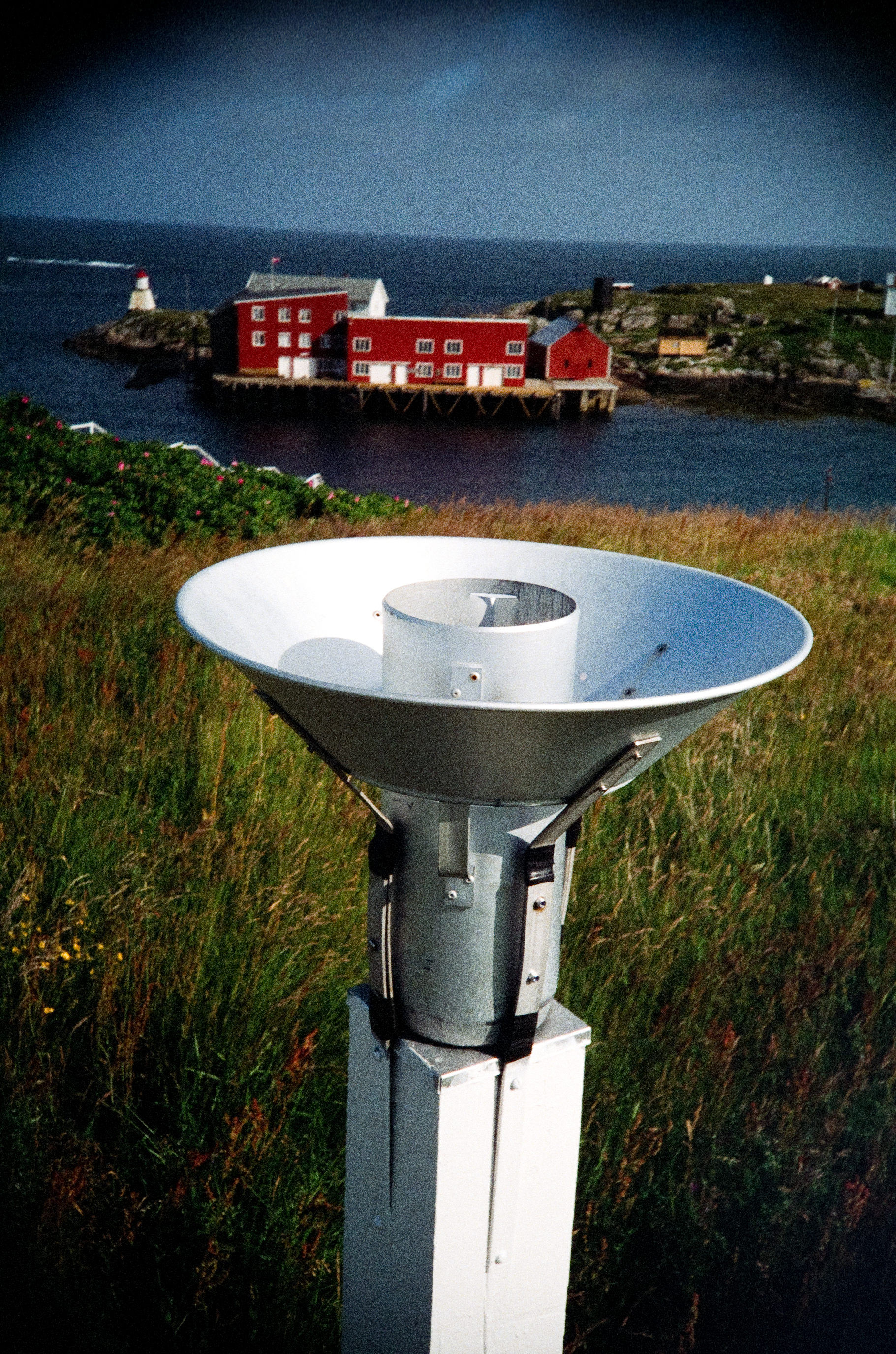
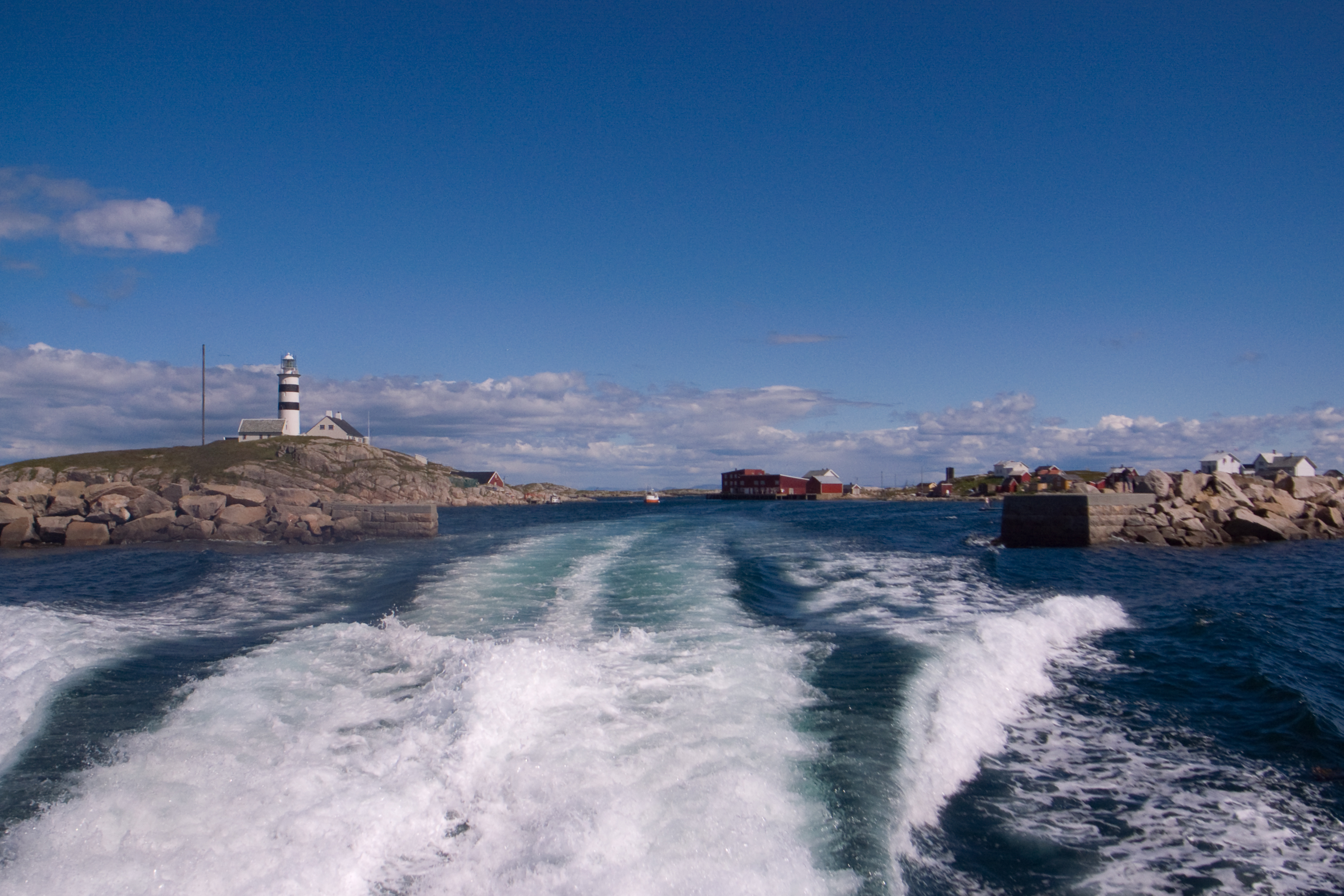
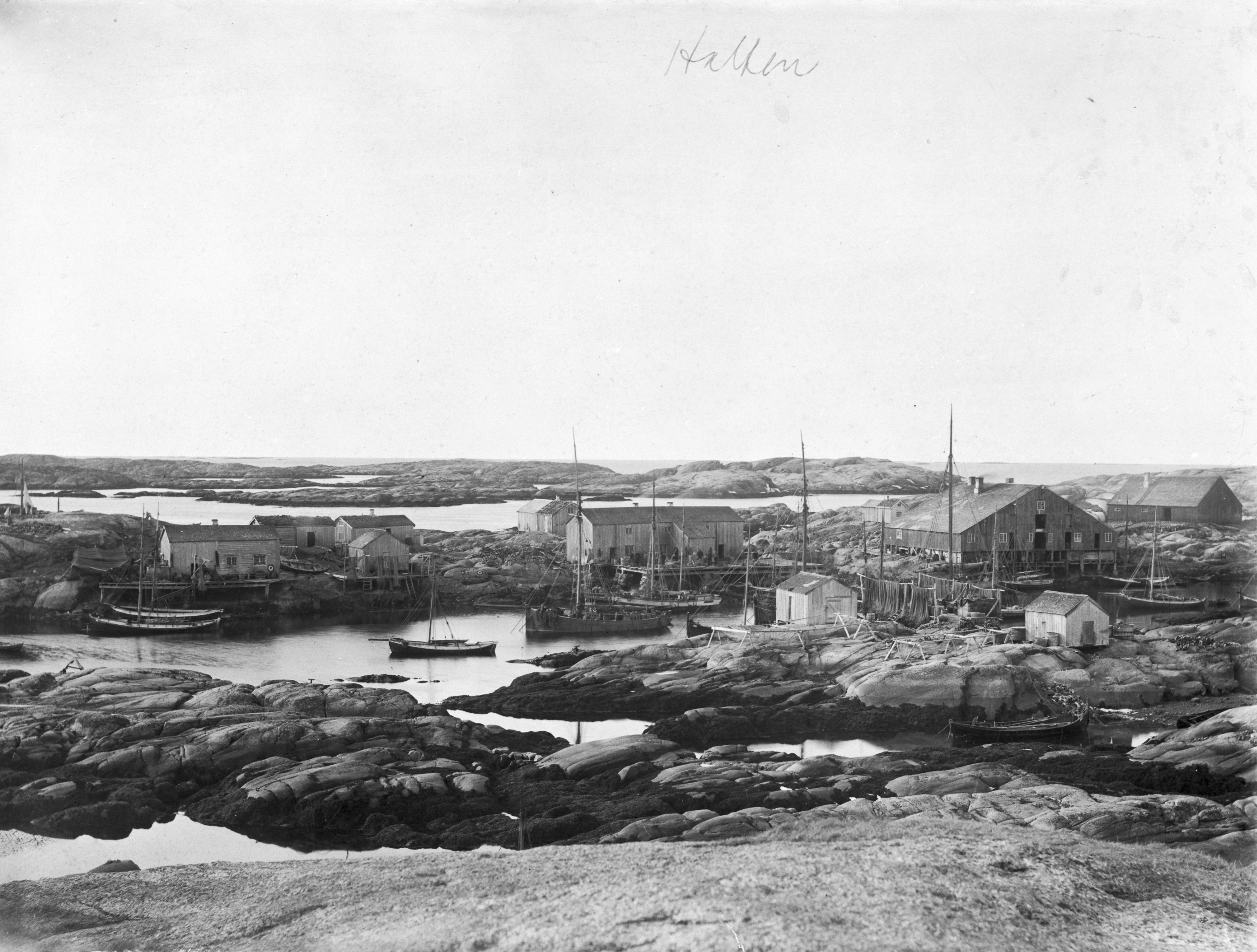
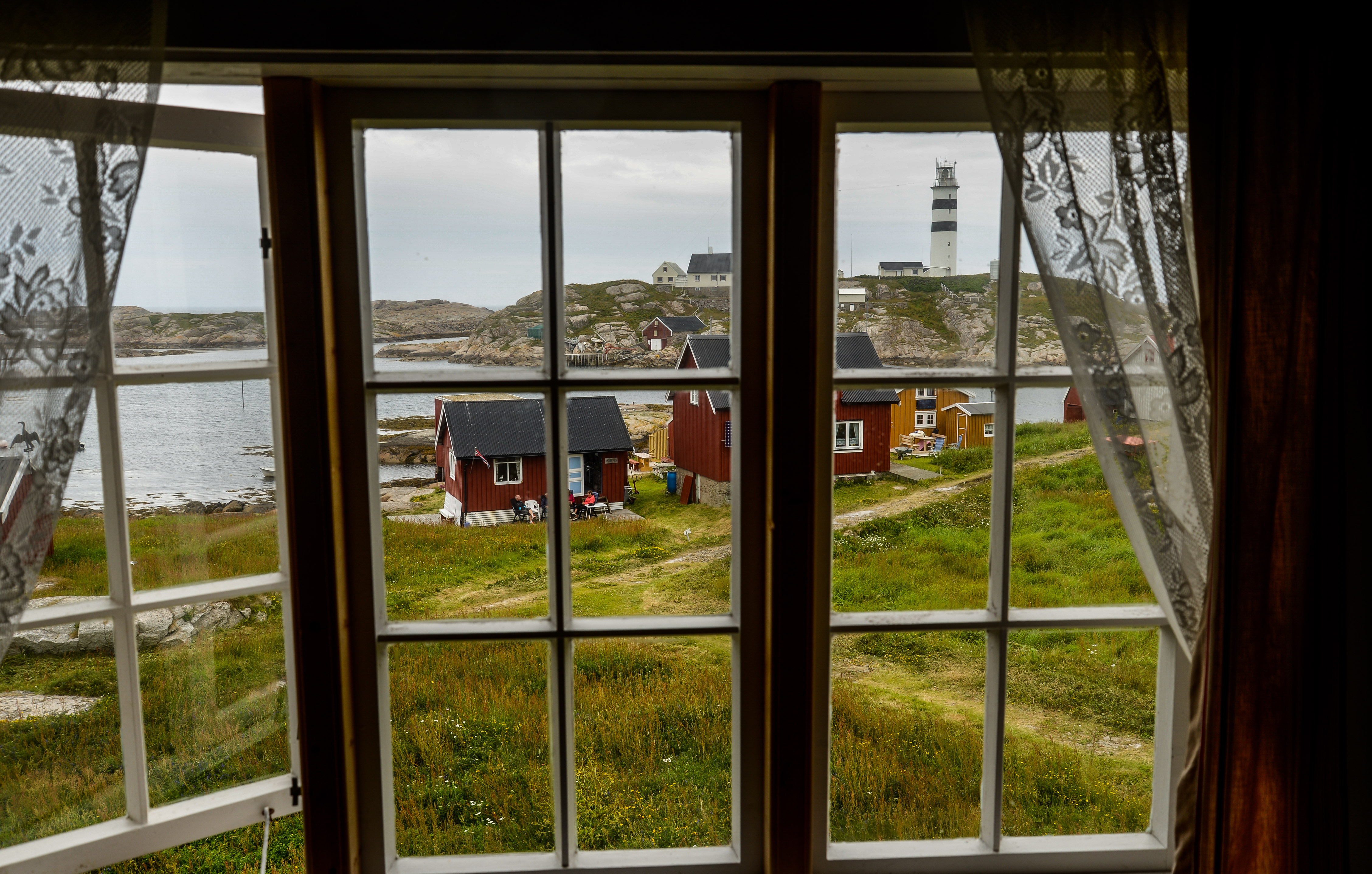
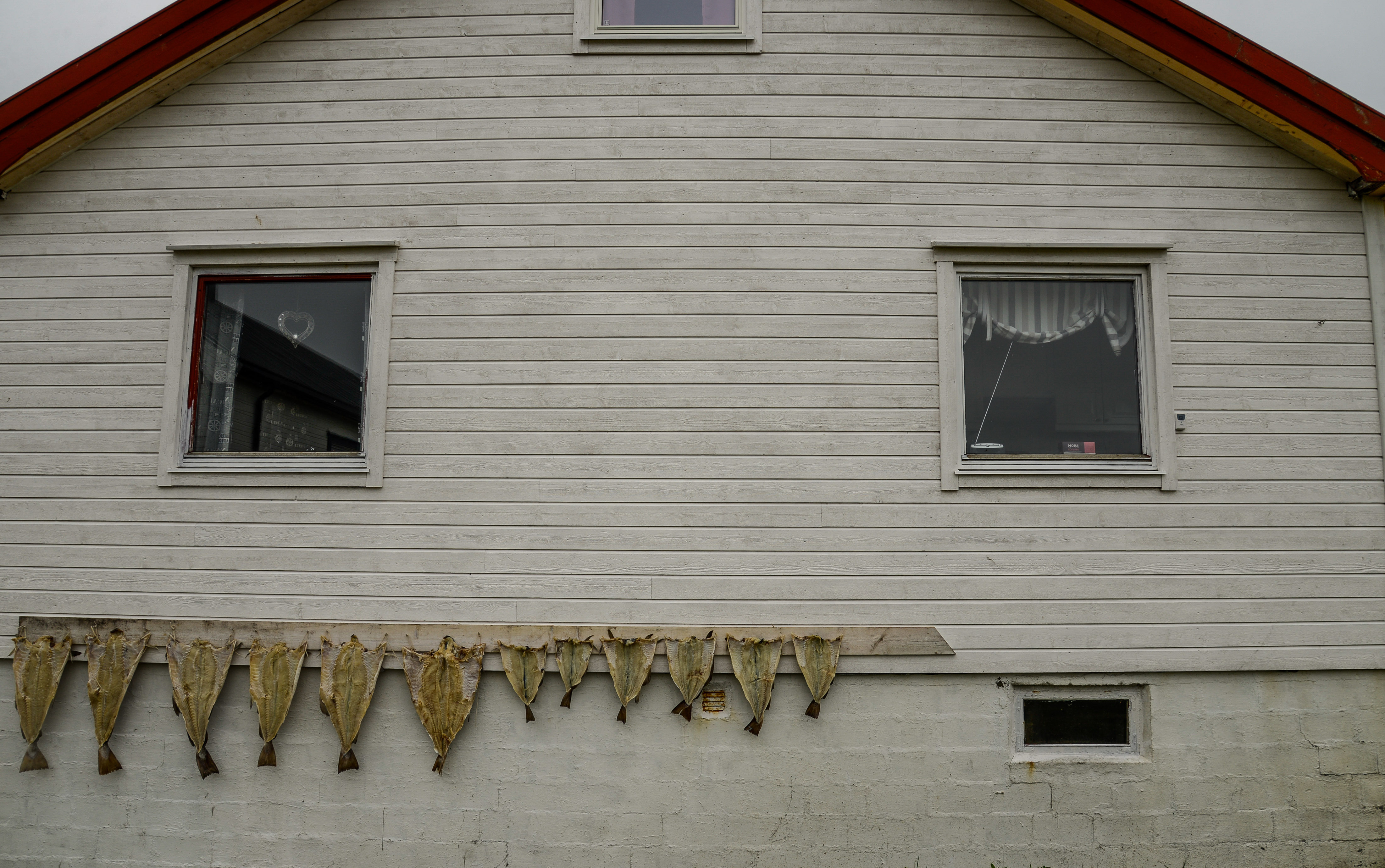
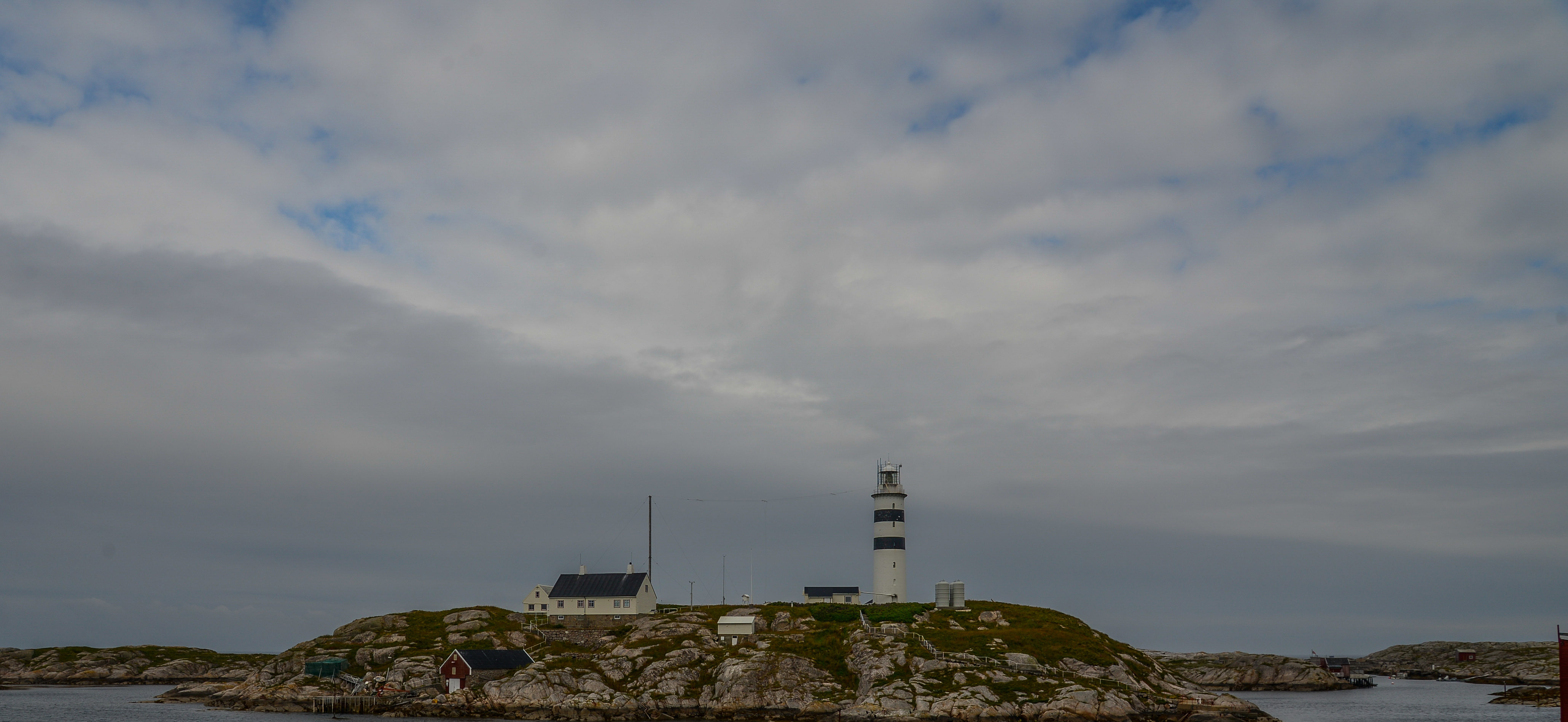